# Unterwaldbach
Unterwaldbach ist ein Ortsteil der Marktgemeinde Jettingen-Scheppach im schwäbischen Landkreis Günzburg. 

## Lage
Das Schloß liegt circa einen Kilometer nördlich von Scheppach, knapp 500 m von der Autobahn A 8 entfernt und vom 511 m hohen Kreuzberg von dieser getrennt. 

## Geschichte
Bis zur Gemeindegebietsreform ein Ortsteil der Gemeinde Scheppach, wurde Unterwaldbach am 1. Januar 1970 nach Jettingen-Scheppach eingegliedert.

## Baudenkmäler
Siehe auch: Liste der Baudenkmäler in Unterwaldbach
- Ehemaliges Wasserschloss